# Nigger (chien)
Nigger est un chien labrador noir mâle appartenant au Wing commander Guy Gibson de la Royal Air Force (RAF) et la mascotte du No. 617 Squadron RAF. Il accompagnait souvent son maître sur les vols d'entraînement et était connu pour son goût prononcé pour la bière.
Nigger est mort le 16 mai 1943, le jour du fameux raid de l'opération Chastise (Dam Busters), percuté par une voiture. Il a été enterré la nuit où son maître Gibson mène le raid. « Nigger » est le mot de code utilisé par Gibson pour confirmer la rupture du barrage du réservoir de la Möhne, objectif de l'opération. La tombe de Nigger est située à la RAF Scampton dans le Lincolnshire.
En juillet 2020, la pierre tombale est remplacée et son nom est supprimé. La RAF déclare alors qu'elle « ne souhaite pas donner de l'importance à un terme offensant qui allait à l'encontre de son éthique » ; en effet le nom du chien se traduisant par « nègre. » La tombe n'a désormais plus le nom du chien inscrit, remplacé par une silhouette noire.